# Uczta dla wron
Uczta dla wron – czwarta część cyklu fantasy Pieśń lodu i ognia amerykańskiego pisarza George’a R.R. Martina. Powieść została opublikowana po raz pierwszy w Wielkiej Brytanii w 2005 roku, zaś w Polsce w 2006 nakładem wydawnictwa Zysk i S-ka.
W maju 2005 Martin ogłosił, że całkowity rozmiar jeszcze nieukończonego wówczas dzieła przekracza możliwości wydawnicze. Nie podzielił jednak powieści na pół chronologicznie, lecz umieścił rozdziały z punktu widzenia niektórych bohaterów w Uczcie dla wron, a z punktu widzenia innych bohaterów w kolejnej powieści Taniec ze Smokami. W rezultacie powstały dwie książki, w których akcja toczy się równolegle pod względem chronologicznym.
W Polsce Uczta dla wron została wydana w dwóch tomach: pierwszy pod nazwą Cienie śmierci w maju 2006, zaś drugi – Sieć spisków – w lipcu 2006.
Uczta dla wron została nominowana do tak prestiżowych nagród jak Nagroda Hugo, Nagroda Locusa i Nagroda British Fantasy.

## Narracja
Saga Pieśń lodu i ognia jest opowieścią widzianą oczyma wielu ludzi, często przebywających od siebie bardzo daleko. W czwartej części sagi można wyróżnić trzynastu bohaterów i w przeciwieństwie do poprzednich części sagi rozdziały im przypisane nie zawsze są podpisane ich imionami również poza prologiem:
- Pate – nowicjusz w Cytadeli, ma duże problemy z nauką na maestera, występuje jedynie w prologu
- Aeron Greyjoy – zwany także Mokrą Czupryną, najmłodszy z braci Balona Greyjoya, niegdyś obdarzony niezwykłym poczuciem humoru po wpadnięciu do morza i wyrzuceniu na brzeg utracił tę cechę, a także został gorliwym kapłanem Utopionego Boga, jako główny bohater występuje w rozdziałach pod nazwami Prorok i Utopiony
- Areo Hotah – kapitan straży księcia Dorne Dorana Martella, jako główny bohater występuje tylko w jednym rozdziale pod nazwą Kapitan Straży
- Cersei Lannister – Królowa-regentka Siedmiu Królestw, wdowa po Robercie Baratheonie oraz bliźniacza siostra Jaime'a Lannistera, jest bardzo żądna absolutnej władzy oraz śmierci swego brata Tyriona Lannistera, panicznie się obawia o bezpieczeństwo swych żyjących dzieci: Tommena i Myrcelli Baratheonów
- Brienne z Tarthu – zwana także Dziewicą z Tarthu oraz złośliwie Ślicznotką, od młodzieńczych lat cechowała się dość męską budową ciała, a także zamiłowaniem do sztuki walki i fechtunku. Dziedziczka Tarthu, była trzykrotnie zaręczona, ale nigdy nie wyszła za mąż. Często padała ofiarą niechęci i szyderstw, nie ufa ludziom
- Samwell Tarly – członek Nocnej Straży, syn lorda Randylla Tarly'ego, były dziedzic Horn Hill, jest człowiekiem grubej postury i uważa się za tchórza
- Arya Stark – młodsza córka Neda Starka, zaginiona i uważana za zmarłą, aktualnie przebywająca poza Westeros, jako główna bohaterka występuje w rozdziałach pod własnym imieniem oraz jako Cat znad kanałów
- Jaime Lannister – starszy syn lorda Tywina Lannistera, bliźniaczy brat Cersei Lannister, brat Tyriona Lannistera, Lord dowódca Gwardii Królewskiej oraz kaleka pozbawiony prawej dłoni.
- Sansa Stark – starsza córka Neda Starka, aktualnie przebywająca w Orlim Gnieździe, jako główna bohaterka występuje w rozdziałach pod swym prawdziwym imieniem oraz jako Alayne
- Asha Greyjoy – córka Balona Greyjoya i pretendentka do tronu Żelaznych Wysp, jest kapitanem na własnym statku i ma wojowniczą naturę, jako główna bohaterka występuje tylko w jednym rozdziale pod nazwą Córka Krakena
- Arys Oakheart – rycerz Gwardii Królewskiej delegowany do ochrony księżniczki Myrcelli Baratheon w Dorne, jako główny bohater występuje tylko w jednym rozdziale pod nazwą Zbrukany Rycerz
- Victarion Greyjoy – brat Balona Greyjoya, pretendent do tronu Żelaznych Wysp oraz dowódca Żelaznej Floty, całe życie służył swemu najstarszemu bratu, jako główny bohater występuje w rozdziałach pod nazwami Żelazny Kapitan oraz Łupieżca
- Arianne Martell – najstarsze dziecko Dorana Martella i dziedziczka Dorne, pała żądzą zemsty za śmierć swego wuja Oberyna Martella, jako główna bohaterka występuje w rozdziałach pod nazwami Twórczyni Królowych oraz Księżniczka w wieży